# Dragon’s Kiss
Dragon’s Kiss (рус. Поцелуй дракона) — дебютный студийный альбом гитариста Марти Фридмана, выпущенный 8 августа 1988 года лейблами Shrapnel Records (США) и Roadrunner Records (Европа). 
Dragon’s Kiss являет собой результат творческого союза Марти Фридмана и ударника Дина Кастроново. Альбом наполнен сольными гитарными партиями Фридмана и сложными техническими аранжировками Кастроново и состоит из восьми полностью инструментальных композиций. Музыкальный материал представляет собой спид-метал с примесью арабских и японских мелодий и сильным влиянием нео-классики. Альбом сделал Марти Фридмана широко известным среди поклонников гитарной музыки и позволил добиться признания в широких кругах музыкальной общественности.

## Список композиций
1. «Saturation Point» — 4:52
2. «Dragon Mistress» — 3:41
3. «Evil Thrill» — 5:30
4. «Namida (Tears)» — 2:43
5. «Anvils» — 2:38
6. «Jewel» — 4:05
7. «Forbidden City» — 8:18
8. «Thunder March» — 4:11

## В записи принимали участие
- Марти Фридман — гитары, бас-гитара
- Дин Кастроново — ударные
- Джейсон Беккер — гитара на «Saturation Point» и на «Jewel»